# スブロサ SUBROSA
『スブロサ SUBROSA』（スブロサ）は、日本のロックバンド、BUCK-TICKの24枚目のオリジナルアルバム。2024年11月20日にLingua Sounda/ビクターエンタテインメントより発売。

## 概要
前年10月19日の櫻井敦司急逝後、今井寿、星野英彦、樋口豊、ヤガミトールの4人体制による第二期BUCK-TICKとして初のオリジナルアルバム。本作より今井および星野がメインボーカルを執る。先行シングル『雷神 風神 - レゾナンス』を含む全17曲を収録。
アルバムタイトルは「sub rosa（秘密裏に、内密に）」という意味の副詞であり、ラテン語で「薔薇の下で」という意味の言い回しが元となっている。古代より「秘密」を象徴する薔薇を天井に描いたり、吊るすことで、その下で交わされた会話の内容に他言無用を求めた習慣に由来する。同年12月29日に日本武道館で開催された『ナイショの薔薇の下』というライブタイトルもこれが元となっている。後述の通り、今井によれば以前からこの言葉は何かで使いたかったという草案があり、前作『異空 -IZORA-』の時点で本作収録曲である『スブロサ SUBROSA』のデモも存在していた。
今井は本作について「（櫻井が他界したことで）何をやったとしても、今までとは絶対に違うものになる、とは思ってた。無理に以前に近づけようなんて考えなかったし、あえて全然違うものにしようとも思わなかった」と述べている。また今井、星野ともに、本作が（櫻井の不在、ファンへの思いという）具体的なテーマにならざるを得なかった点について、意識せずとも自然とそうなったと応えており、同時に新たなバンドのファーストアルバムという心境である旨をインタビューにて語っている。
17曲という収録数となった点について今井は「増やしたかった。4人のBUCK-TICKの曲を。単純にそれだけ」「今後のために選択肢を増やしておきたかった」ということを理由を挙げた。当初今井は2枚組でのリリースを志望していた。最終的に断念したものの、今井はそれを了承した上で「曲数は変えないから」と自身の案を押し通している。
メンバーのインタビューを収録した完全生産限定盤A (SHM-CD+Blu-ray) と完全生産限定盤B (SHM-CD+DVD)、通常盤 (SHM-CD) 、完全生産限定カセットテープ (2本組)という形態にて同時発売された。2025年1月29日には完全生産限定アナログ盤 (3枚組)が発売予定である。いずれもアルバム本編の収録曲に差異は無い。
ブックレットのスペシャルサンクスには櫻井の名が記載されている。

## 録音、制作
ビクタースタジオ、Studio Sound DALI、プライムサウンドスタジオフォームの3箇所にてレコーディングされた。

## ツアー
本作を受けたコンサートはファンクラブ限定ライブハウスツアー『FISH TANKer's ONLY 2024』として2024年12月6日より全国4都市4公演、および同年12月29日に『ナイショの薔薇の下』と銘打ち、日本武道館にて開催された。
また2025年4月12日よりライブハウスツアー『BUCK-TICK TOUR 2025 スブロサ SUBUROSA』を10都市12公演、また追加公演としてホールツアーを6月7日より3都市10公演の開催を予定している。

## 記録
オリコン週間アルバムランキング(2024年12月16日付)では、初週で20,646枚を売り上げ、6位を獲得した。

## 収録内容

### 一覧
| 全編曲: BUCK-TICK。 |                                    |           |           |       |
| #                   | タイトル                           | 作詞      | 作曲      | 時間  |
| 1.                  | 「百万那由多ノ塵SCUM」             | 今井寿    | 今井寿    | 5:07  |
| 2.                  | 「スブロサ SUBROSA」               | 今井寿    | 今井寿    | 4:55  |
| 3.                  | 「夢遊猫 SLEEP WALK」              | 今井寿    | 今井寿    | 3:45  |
| 4.                  | 「From Now On」                    | 星野英彦  | 星野英彦  | 4:12  |
| 5.                  | 「Rezisto」                        | 今井寿    | 今井寿    | 4:15  |
| 6.                  | 「神経質な階段」                   |           | 今井寿    | 4:59  |
| 7.                  | 「雷神 風神 - レゾナンス #rising」 | 今井寿    | 今井寿    | 4:57  |
| 8.                  | 「冥王星で死ね」                   | 今井寿    | 今井寿    | 3:32  |
| 9.                  | 「遊星通信」                       | 今井寿    | 今井寿    | 3:34  |
| 10.                 | 「paradeno mori」                  | 星野英彦  | 星野英彦  | 4:01  |
| 11.                 | 「ストレリチア」                   |           | 今井寿    | 4:31  |
| 12.                 | 「絶望という名の君へ」             | 今井寿    | 星野英彦  | 3:44  |
| 13.                 | 「TIKI TIKI BOOM」                 | 今井寿    | 今井寿    | 3:45  |
| 14.                 | 「プシュケー - PSYCHE -」          | 今井寿    | 星野英彦  | 3:44  |
| 15.                 | 「ガブリエルのラッパ」             | 今井寿    | 今井寿    | 3:58  |
| 16.                 | 「海月」                           |           | 今井寿    | 3:18  |
| 17.                 | 「黄昏のハウリング」               | 今井寿    | 今井寿    | 6:26  |
| 合計時間:           | 合計時間:                          | 合計時間: | 合計時間: | 72:43 |

### カセットテープ
SIDE A
1. 百万那由多ノ塵SCUM
2. スブロサ SUBROSA
3. 夢遊猫 SLEEP WALK
4. From Now On

SIDE B
1. Rezisto
2. 神経質な階段
3. 雷神 風神 - レゾナンス #rising
4. 冥王星で死ね

SIDE C
1. 遊星通信
2. paradeno mori
3. ストレリチア
4. 絶望という名の君へ
5. TIKI TIKI BOOM

SIDE D
1. プシュケー - PSYCHE -
2. ガブリエルのラッパ
3. 海月
4. 黄昏のハウリング

## 楽曲解説
1. 百万那由多ノ塵SCUM
  - 今井寿によるボーカル。アルバム1曲目の楽曲を決める際に今井は当曲、星野は『スブロサ SUBROSA』で意見が割れた。しかし、レコーディング中に星野が半月間のアメリカ旅行へ出かけたことを理由に挙げ[注 2]、「負い目があるからそんなの言わせないよ」という今井の意見が通った[10]。
  - タイトルの"那由多"とは数字の単位の一つ。冒頭の歌詞「俺たちは独りじゃない」は、地球上、人類創生以来の人の夢だという。歌ものではあるが、アルバムのオープニングのイントロダクションとして相応しいと作曲者の今井は語っている[9]。
2. スブロサ SUBROSA
  - ギターを一切使用していない。「ここにこういうギターが、というものを入れてしまうといつもの感じになってしまうので足していない」と今井は述べている。マニピュレーターとして参加した横山和俊は、星野からこれ以上音を足さないのかと訊かれたという。ライブ時に星野は演奏する際の役割がないため、視覚面を意識してメタルパーカッションを加えた。今井の楽曲に星野が音を足したのはバンド史上でも新しい試みである[10]。
  - 前述の通り、楽曲の原形は前作であり櫻井敦司の遺作でもある『異空 -IZORA-』制作時には存在していたが、曲数の関係で同作には収録されなかった。歌詞は当時と半分ほどは同じまま、アレンジを大幅に変えて本作のタイトルチューンとして収録された。当初は本作の物よりややバンドサウンド寄りの楽曲だった。今井は「櫻井さんは"『スブロサ SUBROSA』もやりたかったんだけどね"って言ってたよ。でも今の方がカッコ良いと思う」と語っている[7]。
  - ラップ調の楽曲であるが韻を考慮しておらず、「ラップと言うとラップをやっている方々に申し訳がない」と今井は述べている[9]。
3. 夢遊猫 SLEEP WALK
  - 量子力学である「シュレーディンガーの猫」をテーマに取り入れている[注 3]。「量子の海に行ったら一瞬で色んなところに行ける、夢の中でも行けるのではないか」という想像で作詞された。当初はシングル候補にもなった[7]。
  - 今井曰く、歪んだギター、メタリックなビート、暴れているリズムの曲をテーマに作曲を始め、何となくコードをかき鳴らして唄っていて「こんな感じいいかな」と感じたという。その後"夢遊病"という言葉が浮かび、「猫って、（音読みが）びょうだな」とこじつけた。「夜の散歩のイメージ」とのこと[9]。
  - 歌詞に「夜の散歩をしないかね」という一節があり、今井が影響を受けたRCサクセションの楽曲に同名のものが存在する。
4. From Now On
  - 全編英語詞。BUCK-TICK史上、星野英彦が単独でメインボーカルを務めた初の楽曲である[注 4]。同時に、星野が単独で作詞を手掛けたのは5thアルバム『悪の華』以来、共同作詞を含めても13thアルバム『Mona Lisa OVERDRIVE』以来となる。星野は「自分たちの思いとみんなの思い」を書いたと語っている[9]。
  - インストの部分とボーカル部分の比率を半々にするというテーマで制作された。また終始同じベースリフで構成されている。こういった楽曲はリフを貼り付けてレコーディングするケースも多いが、BUCK-TICKのレコーディングでは最後まで通して演奏する。これはレコーディングディレクターの田中淳一による意向で、音が息をしている感じが良いとされている[11]。
  - 今井のギターはスタビライザーを使用している。星野はレコーディング時に「ちょっとノイジーで今井の自由にして」と依頼した。今井によると、エフェクトを多数かけたら音が地味になってしまい、最初のギターの方がいいとなりエフェクトを外した音が収録された。派手なギターにしようとエフェクトをかけたらかえって音が細くなった例だが、星野は「そういうのは意外とあるあるです」と語っている[9]。
5. Rezisto
  - ドラムは打ち込みで、生音は入っていない。メロディーがなくリズムだけで構成されている。
  - タイトルはエスペラント語で「抵抗、反抗する人たち」という意味がある。トリップ・ホップの影響で、そういう楽曲を作りたかったと今井は述べている。デモの段階ではメロディーがあったが、次第にメロディーが邪魔になり、最終的にトリップ・ホップ調にアレンジされた[9]。
6. 神経質な階段
  - インストゥルメンタル曲。元々今井はアンビエント・ミュージックを愛聴しており、以前からやってみたいと考えていた。ベースのみ生演奏で、他パートはすべて打ち込みである。「こういうのがライブでどういう役割になるのか実験的に入れた」と述べている[9]。
7. 雷神 風神 - レゾナンス #rising
  - 先行シングルとして同年11月20日にリリースされた。シングルとは一部アレンジが異なる。当アルバムの中でも最初期に作られた楽曲のひとつで、櫻井が逝去した直後の2023年11月ごろに制作された。
  - 今井、星野のツインボーカルで構成される。今井は「UKロックのような、ありそうでなかった感触の楽曲で、ステージで面白くなりそう」と語っている。
  - 歌詞のテーマは「ポジティブや鼓舞する感じ」であり、その方向に行くよう自身に言い聞かせ、上がっていったり前に進んでいくイメージで作詞した[9]。
  - スネアドラムには15インチの7（口径15インチで深さが7インチ）を使用したため、太めの音となっている[7]。
8. 冥王星で死ね
  - ティンバレスを使用したアフロビートの楽曲。今井によると「小さいことは気にするな、すごく遠くから地球にいる自分を見るとどうでもよくなる」という思いが込められている[10]。
  - デモの段階ではラフな状態で、スタジオ入りしてからアレンジしていった。「ギターの掛け合いがあると面白いんじゃないか」という思惑で、今井のギターが左スピーカー、星野のは右スピーカーから聴こえるようミックスされている[9]。
9. 遊星通信
  - 歌詞について、秘密めいた詞だと指摘された上で今井は「気が付いたらそういう歌詞を書いていて、言われてから気が付いた」と述べている[9]。
10. paradeno mori
  - 当初星野は作詞する意志はなかったものの、仮歌を入れている際に突如一行目の歌詞が浮かび、さらに二行目のフレーズで『独壇場Beauty』のオマージュが浮かんだという。そこから過去のバンド曲の歌詞を見返し『人魚 -mermaid-』を始め、面白そうなフレーズをあれこれ入れ込んだと述べている。ライブを想定し、客席と盛り上がれるようにという思いや、櫻井と櫻井を愛したファンに向けて書かれた。「今頃、太陽に行ったり月に行ったり、いろんなところを旅してんだろうなあ…って想定しながら書いていったら、こういう歌詞になりましたね」と語っている。歌詞と同時に、楽曲名も『memento mori』のオマージュである[7]。
  - また星野は、今回しかできない感じだからやっておきたかったというのがあるとも述べている[9]。
11. ストレリチア
  - インストゥルメンタル曲。星野がシタールを弾き、今井もエフェクターでシタールの音を出している[10]。星野がシタールを弾いたのは、シタールが右利き用だったのが理由である[9]。
  - 「ストレリチア」とは花の名で、和名は「極楽鳥花」。花言葉は「輝かしい未来、情熱、すべてを手に入れる」だが、今井はその花言葉は知らなかったという[9]。
12. 絶望という名の君へ
  - 作詞を手掛けた今井によると「櫻井のことでもなければ誰のことでもなく、漠然と大きく人間のことをそのまんま書いた」という。作曲者の星野からは「グッとくるやつにして」と依頼されたが、今井は振り返るよりも強い感じの方がいいと考え、作詞した。「それを希望と呼ぶ」というフレーズは、当初「希望」の部分を「未来」にしていたが、わかりやすく「希望」に変更した。この箇所は言葉の乗った感じも含め、今井は最後まで悩んだという[7]。
  - 星野はこの楽曲を作り、今井に作詞を依頼した上でアメリカへと旅立っていた。今井曰く「ずっとスタジオに籠って書いていた」とのことだが、星野は「その話は多少盛られている」と返している[9]。
  - 星野の楽曲に今井が歌詞を書き、それを星野が唄うことはバンド史上初だが、星野は歌いやすい歌詞だと述べている[9]。
13. TIKI TIKI BOOM
  - 樋口豊によると、今井のラップに合わせ、ベースもラップのようにリズムを刻んで収録された。ルールや決め事がなく、ノリが良ければいいということで、本作では一番難しかった楽曲だと述べている[10]。
14. プシュケー - PSYCHE -
  - 星野が本作に向けて一番最初に作った楽曲である[10]。
  - 「PSYCHE」とはギリシャ語で息、呼吸、魂といった意味がある。今井に作詞が託されたが、星野から指定されたテーマがなかったため、思い浮かんだ言葉を音符に乗せていった末に完成した[9]。
15. ガブリエルのラッパ
  - 「歌うというより言葉を投げてリズムに寄せた歌い方をしている」と今井は述べている。ガブリエルは大天使ガブリエルのことで、ガブリエルのラッパとは"天使のラッパ"から来ているが、「何かが始まる」「何かの節目の時の印」をイメージしているとのこと[9]。
  - 曲名にちなみ、マニピュレーターのYOW-ROWによりホーンの音が導入された[9]。
16. 海月
  - インストゥルメンタル曲。"海月"というタイトルは、今井が作曲を終えた後に思い浮かんだものである[9]。
  - 今井は本作より新たに導入したシンセギター"Ztar（ジター）"を使用している[10][注 5]。ガムラン風の音がジターによるものである。以前注文していたジターがレコーディング期間中に届いたので、当曲にアドリブで使用してみたとのこと。今井は当アルバムリリース前の時点で「レコーディング中はまだジターの全貌を把握しておらず練習が必要だが、ライブでも登場すると思う」と述べている[9]。
17. 黄昏のハウリング
  - ヤガミトールが今井に「これ、絶対アルバムの最後だろ？」と尋ねたとされる[7]。
  - アルバムの楽曲が次々に完成していく過程で、次第に最後の楽曲という雰囲気になっていった。また本作はギターソロの入っている楽曲が他になかったことから、最後にノイズで暴れたという。いい感じに決まったと今井は語っている[9]。

## 参加ミュージシャン

### BUCK-TICK
- 今井寿 - ボーカル、バッキングボーカル、ギター、シンセサイザー、プログラミング、ノイズ
- 星野英彦 - ボーカル、バッキングボーカル、ギター、シンセサイザー、プログラミング
- 樋口豊  - ベース
- ヤガミトール - ドラム

### 参加ミュージシャン
- 横山和俊 - マニピュレート（Track:1,2,3,5,6,7,8,9,11,13,16,17）
- CUBE JUICE - マニピュレート（Track:4,10,12,14）
- YOW-ROW - マニピュレート、シンセサイザー（Track:15）

## スタッフ
- BUCK-TICK - プロデューサー
- 田中淳一 - 共同プロデューサー、ディレクター
- 比留間整 - レコーディング・エンジニア、ミックス・エンジニア
- HAKII YUTA - アシスタントエンジニア
- SUZUKI REITO - アシスタントエンジニア
- OGIWARA MAI - アシスタントエンジニア
- SHIBA TAISEI - アシスタントエンジニア
- 浅見繁男 - ドラムテック、チューニング
- MINEMORI KAZUTAKA - ギター＆ベーステック
- MATT COLTON - マスタリング

ラベルスタッフ
- ENDO DAISUKE
- HATAYAMA TOYONOBU - メディアプロモーション
- UEMURA SHOTA - セールスプロモーション
- UESHIMA SATOMI - ラベルデスク
- SORITA YUICHI - ラベルプロデューサー
- ONO AKIRA - エグゼクティブプロデューサー
- UEDA KATSUNORI - スーパーバイザー

マネジメントスタッフ
- ABE RURIKO - オフィシャルファンクラブ マネジメント
- KANEKO MAYUMI - マネジメントデスク
- HARAGUCHI MASARU - ジェネラルプロデューサー
- CHIBA　TAKAHIRO - スーパーバイザー

カバースタッフ
- 秋田和徳 - アートディレクション＆デザイン
- KOMATSU YOSUKE - フォトグラファー
- 谷崎隆幸 - ヘア&メイクアップ
- YAMAJI CHIHIRO - ヘア&メイクアップ
- TAKAHASHI TSUYOSHI - コスチュームデザイナー&スタイリスト
- NUMAZAKI KARIN - スタイリストアシスタント
- AKITA YUKO - Pose Assistant
- TOMIOKA KATSUFUMI - アートワークコーディネーター
- OHKUBO KAYOKO - アートワークコーディネーター